# Carcinops consors
Carcinops consors är en skalbaggsart som först beskrevs av J. L. Leconte 1851.  Carcinops consors ingår i släktet Carcinops och familjen stumpbaggar. Inga underarter finns listade i Catalogue of Life.